# Інтерстиційний нефрит
Інтерстиційний нефрит — це патологічний процес, що характеризується неспецифічним гострим або хронічним запальним процесом неінфекційної природи (абактеріальним), при якому до патологічного процесу залучається інтерстиційна тканина нирок, яка розміщена навколо клубочків нирок, та канальці нирок із пізнішим залученням до патологічного процесу кровоносних і лімфатичних судин і інших тканин нирок. У зарубіжній літературі переважно застосовується загальноприйнята назва тубулоінтерстиційна нефропатія, що пов'язано із патогенезом захворювання та переважним ураженням під час перебігу патологічного процесу канальців нирок. Перебіг даного захворювання може бути гострим, як із можливим розвитком гострої ниркової недостатності, так і в більшості випадків сприятливим перебігом із подальшим одужанням; або хронічним, з подальшим розвитком нефросклерозу та формуванням хронічної ниркової недостатності.

## Етіологія
Найчастіше причиною розвитку інтерстиційного нефриту є прийом нефротоксичних лікарських препаратів. Згідно даних клінічних досліджень, медикаментозне ураження є причиною від 71% до 92% випадків виникнення інтерстиційного нефриту. Найчастіше серед лікарських препаратів розвиток інтерстиційного нефриту можуть викликати антибіотики та сульфаніламідні препарати, нестероїдні протизапальні препарати, діуретики, протисудомні препарати. Серед антибактеріальних препаратів найчастіше викликають інтерстиційний нефрит ампіцилін, пеніцилін, клоксацилін, рифампіцин, гентаміцин, ванкоміцин, сульфаметоксазол. Основною причиною відмови від застосування метициліну та цефалотину є частіше за інші препарати пеніцилінової та цефалоспоринової груп відповідно виникнення на фоні їх застосування інтерстиційного нефриту. Серед нестероїдних протизапальних препаратів найчастіше причиною виникнення інтерстиційного нефриту є фенацетин, анальгін, індометацин, ацетилсаліцилова кислота. Серед інших препаратів причиною інтерстиційного нефриту можуть стати також варфарин, фуросемід, тріамтерен, азатіоприн, циклоспорин, каптоприл, алопуринол, клофібрат, дифенін, напроксен, фенілін.
Причиною розвитку інтерстиційного нефриту, найчастіше гострого, можуть стати інфекції. Серед факторів розвитку інтерстиційного нефриту є як бактеріальні (стрептококова інфекція, бруцельоз, лептоспіроз, дифтерія, легіонельоз), так і вірусні (цитомегаловірус, вірус Епштейна — Барр, вірус геморагічної гарячки з нирковим синдромом, арбовіруси) і грибкові інфекції (кандидоз, гістоплазмоз). Найчастіше збудник інфекційного захворювання виявляє пряму пошкоджуючу дію на тканину нирок, при сепсисі може спостерігатися непряма пошкоджуюча дія на тканину нирок.
Етіологічним фактором розвитку інтерстиційного нефриту можуть бути також імунологічні захворювання та системні захворювання сполучної тканини — системний червоний вовчак, синдром Шегрена, кріоглобулінемія, синдром Вегенера, амілоїдоз, відторгнення трансплантату після трансплантації нирки; мієломна хвороба та лімфопроліферативні хвороби; інтоксикація солями важких металів (кадмію, свинцю), формальдегідом, хлорованими вуглеводнями, отрутою блідої поганки; підвищення концентрації в крові калію, кальцію, уратів або оксалатів; порушення відтоку сечі (камені сечоводу, аденома простати, пухлинні захворювання сечового міхура, простати, товстого кишківника, жіночих статевих органів); радіаційне ураження нирок; введення сироваток та вакцин.

## Патогенез
Початок розвитку інтерстиційного нефриту пов'язаний із поступленням у кровотік токсичної хімічної речовини або токсинів мікроорганізмів, які реабсорбуються канальцями нирок та пошкоджують базальну мембрану канальців. Вказані вище фактори викликають розвиток імунологічної реакції, яка призводить до фіксації імунних комплексів у інтерстиційній тканині та стінках канальців нирок, а надалі розвитку алергічного набряку та імунного запалення навколо пошкоджених ділянок. При синдромі Гудпасчера, відторгненні трансплантату та нефропатії внаслідок застосування метициліну формуються антитіла до тубулярної базальної мембрани, що призводить до вивільнення хемотаксичних факторів макрофагів, які разом із Т-лімфоцитами призводять до порушення структури канальців нирок із протеолізом базальної мембрани нирок, що надалі призводить до формування вільних радикалів, проліферацію фібробластів та стимуляцію синтезу колагену. Розвиток запального процесу при всіх вищеперерахованих механізмах призводить до стиснення канальців та судин нирок, підвищення тиску у просвіті канальців, та надалі розвитку до падіння фільтраційного тиску в клубочках нирок. Внаслідок падіння фільтраційного тиску розвивається рефлекторний спазм ниркових судин з ішемією нирок та зниженням кровотоку в нирках, що призводить до зниження клубочкової фільтрації та підвищення рівня креатиніну в крові. Надалі розвивається набряк інтерстиційної тканини, який разом із ураженням канальців призводить до зниження реабсорбції води, що призводить до поліурії та зниження питомої ваги сечі, а надалі — до канальцевого ацидозу, електролітного дизбалансу, порушення реабсорбції білків із протеїнурією. Розвиток патологічного процесу при інтерстиційному нефриті починається із папілярної зони, які пізніше поширюються на всю паренхіму нирок. Порушення функції канальців при гострому процесі виникають у перші дні від початку захворювання та можуть тривати до 2—3 місяців із поступовим зворотнім розвитком до 3—4 місяців, при хронічному інтерстиційному нефриті в нирковій тканині спостерігаються незворотні зміни.

## Класифікація
Інтерстиційний нефрит зазвичай поділяють згідно клінічної картини на гострий та хронічний інтерстиційнийний нефрит. Згідно патогенетичному механізму розвитку інтерстиційний нефрит поділяється на нефрит із гуморально-імунним механізмом розвитку та з нефрит із розвитком клітинних імунологічних реакцій. Згідно характеру розвитку інтерстиційний нефрит поділяється на первинний та вторинний. По етіології захворювання розрізняють токсико-алергічний, постінфекційний, автоімунний та ідіопатичний (без встановленої причини розвитку) інтерстиційний нефрит.

## Клінічна картина
Гострий інтерстиційний нефрит найчастіше розпочинається через 2—3 дні після початку призначення лікарських засобів, що можуть спровокувати нефротоксичну дію, або початку дії одного із інших пошкоджуючих факторів. Найчастіше першими симптомами захворювання є загальна слабість, підвищена пітливість, головний біль, нудота, біль у попереку, зниження апетиту, сонливість, поліурія. Часто початок інтерстиційного нефриту також характеризується появою гарячки (до 70% випадків), свербіння шкіри (до 50% випадків), макульозні і папульозні висипання на шкірі (до 25% випадків), та артралгії (15—20% випадків). Нечасто спостерігається розвиток помірної артеріальної гіпертензії. Периферичні набряки при інтерстиційному нефриті зустрічаються рідко. Одним із симптомів інтерстиційного нефриту може бути минуча еозинофілія, часто спостерігається також збільшення кількості еозинофілів у сечі. Розрізняють 5 форм клінічного перебігу гострого інтерстиційного нефриту: з розгорнутими клінічними проявами (найрозповсюдженіша форма), банальна форма (що супроводжується тривалою анурією із підвищенням рівня креатиніну в крові), інтерстиційний нефрит на фоні іншого захворювання нирок, абортивна форма (із раннім розвитком поліурії та незначним і нетривалим підвищенням рівня сечовини та креатиніну, із відновленням функції нирок протягом 1,5—2 місяців), вогнищева форма (із маловираженою симптоматикою, відсутністю проявів ниркової недостатності та швидкою появою поліурії із зниженням питомої ваги сечі). Зрідка спостерігається швидкопрогресуюча форма із розвитком масивного нефронекрозу із важкою гострою нирковою недостатністю та смертю хворого протягом 2—3 тижнів. У розвитку гострого інтерстиційного нефриту характерна циклічність проявів: тривалість олігурії переважно протягом 2—3 днів, нормалізація рівня креатиніну в крові протягом 5—10 днів, сечовий синдром утримується протягом 2—4 тижнів, тривалість поліурії протягом 2 місяців, а відновлення концентраційної функції нирок може становити від 4 до 6 місяців.
Хронічний інтерстиційний нефрит не має специфічних симптомів, характерних лише для цього захворювання. Першими симптомами хронічного інтерстиційного нефриту найчастіше є загальна слабість, підвищена втомлюваність, болі в попереку, сухість у роті, полідипсію, поліурію та ніктурію. Рідше спостерігаються помірна артеріальна гіпертензія та анемія, периферичні набряки спостерігаються рідко. Пізніше до вищеперахованих симптомів приєднується сечовий синдром із протеїнурією, гематурією, лейкоцитурією та менш часто — і циліндрурією. При тривалому розвитку хвороби формується нефросклероз із клубочковою недостатністю, яка проявляється появою периферичних набряків, вираженої протеїнурії та появою артеріальної гіпертензії. При тривалому розвитку хвороби з'являються ознаки канальцевого ацидозу (із можливою появою симптомів нефрогенного діабету) та підвищення виведення кальцію з сечею (із можливим розвитком остеодистрофії), гіпонатріємія, гіпокаліємія, збільшення концентрації креатиніну та сечовини.

## Діагностика
Діагностика інтерстиційного нефриту проводиться на основі як даних анамнезу (як початку та перебігу захворювання, так і контакту із токсичними речовинами або ймовірної нефротоксичної реакції після застосування лікарських засобів, обструкції сечовивідних шляхів та порушень метаболізму), так і лабораторних та інструментальних досліджень.
При проведенні загального аналізу крові найчастіше спостерігається минуча еозинофілія, незначний лейкоцитоз та підвищення ШОЕ. У загальному аналізі сечі найчастіше спостерігається протеїнурія (переважно не вище 1 г/добу), лейкоцитурія та мікрогематурія, при гострому інтерстиційному нефриті часто спостерігається збільшення кількості еозинофілів у сечі, а також нехарактерна бактеріурія (на відміну від пієлонефриту). При біохімічному аналізі крові характерним є підвищення рівня креатиніну та сечовини, підвищення рівня α-глобулінів та імуноглобуліну Е, зниження рівня калію та натрію, рідше — зниження концентрації комплементу.
При проведенні ультразвукового обстеження нирок переважно спостерігається збільшення розмірів нирок без ознак посилення ехогенності. При рентгенологічному обстеженні найчастіше не спостерігається патологічних змін при відсутності папілярного некрозу. Радіоізотопне сканування є відносно малочутливим методом у діагностиці інтерстиційного нефриту (зміни спостерігаються у 60—100% обстежених пацієнтів), при скануванні характерно виявлення зниження евакуації радіоактивного ізотопу і зниження висоти секреторного сегменту нирки до висоти васкулярного сегменту. У сумнівних випадках для проведення диференційної діагностики проводиться також пункційна біопсія нирки, але при тривалому перебігу захворювання біопсія може бути малоінформативною у зв'язку із розвитком гломерулосклерозу, що є поширеним наслідком розвитку різноманітних захворювань нирок.

## Лікування
У лікуванні інтерстиційного нефриту насамперед грає роль усунення етіологічного фактора, який спричинив початок цього захворювання, що саме може призвести до сповільнення прогресування захворювання, а в деяких випадках — і зворотному розвитку патологічних змін у нирках. Важливе місце займає також адекватна гідратація хворого, що полягає у збільшенні об'єму введеної рідини в організм хворого при поліурії та зменшенні введення рідини при олігурії. Дієта при інтерстиційному нефриті повинна враховувати порушення метаболізму. При алергічній етіології нефриту призначається гіпоалергенна дієта, для корекції електролітного та кислотно-лужного балансу може призначатися антиоксалурична дієта. Виключаються з їжі продукти, які подразнюють канальці нирок (пряності, маринади, копчені продукти, часник, цибуля, кінза). При легких формах нефриту можливе застосування лише аскорбінової кислоти, рутину та глюконату кальцію. У лікуванні застосовуються також антигістамінні препарати — клемастин, димедрол, діазолін, лоратадин. Для покращення мікроциркуляції в нирковій тканині застосовуються гепарин, теофілін, пентоксифілін, дипіридамол, нікотинова кислота. Рекомендовано також застосування антиоксидантів — токоферолу, унітіолу, димефосфону. При важкому перебігу захворювання призначаються глюкокортикоїдні гормони (преднізолон у дозі до 60 мг/добу протягом 10—14 днів), при важкому порушенні функції нирок застосовується також пульс-терапія метилпреднізолоном (1 г/добу внутрішньовенно протягом 3 діб), проте терапія кортикостероїдами не завжди ефективна. При неефективності терапії кортикостероїдами може застосовуватися циклофосфан у дозі 2 мг/кг протягом 4—6 тижнів. При швидкому наростанні симптомів ниркової недостатності рекомендовано гемодіаліз або гемосорбцію.